# Bajki na dobranoc (album Mr. Polski)
Bajki na dobranoc – trzeci album studyjny Mr. Polski, wydany 19 czerwca 2020 nakładem wytwórni MyMusic.
Składa się z 16 utworów (13 podstawowych, 3 bonusowe). Album miał 2. pozycję na oficjalnej liście sprzedaży OLiS oraz uzyskał status platynowej płyty.
Na albumie pojawili się m.in.: Abel de Jong, Young Igi, Kabe, Kizo, Malik Montana, Bizzey, Bedoes.

## Wydanie
Album został wydany 19 czerwca 2020. Jest dostępny w wersji fizycznej (CD), digital download oraz wersji stremingowej. Został wydany za pomocą wytwórni MyMusic.

## Lista utworów
| \| 1. \| „Intro” \| \| 2. \| „Ferrari” (z Abel de Jong, Young Igi) \| \| 3. \| „Sikam Szampan” \| \| 4. \| „Czarny Dress” (gościnnie Kabe, Kizo) \| \| 5. \| „Marzenia” (gościnnie Bedoes) \| \| 6. \| „Oklaski” \| \| 7. \| „Faza” \| \| 8. \| „Egoista (Volg Mii)” (gościnnie Ronnie Flex) \| \| 9. \| „Pistolet” (z Malik Montana, Abel de Jong) \| \| 10. \| „Banknoty” (z Malik Montana, Bizzey, LA$$A) \| \| 11. \| „Taki jestem 2020” (z Abel de Jong) \| \| 12. \| „1037KM” \| \| 13. \| „Gwiazda” \| \| Utwory bonusowe \| \| \| 14. \| „Ja nie mogę kochać szmaty” \| \| 15. \| „Buja” \| \| 16. \| „Birkin Torba” \| |                                              |
| # | Tytuł                                        |
| 1. | „Intro”                                      |
| 2. | „Ferrari” (z Abel de Jong, Young Igi)        |
| 3. | „Sikam Szampan”                              |
| 4. | „Czarny Dress” (gościnnie Kabe, Kizo)        |
| 5. | „Marzenia” (gościnnie Bedoes)                |
| 6. | „Oklaski”                                    |
| 7. | „Faza”                                       |
| 8. | „Egoista (Volg Mii)” (gościnnie Ronnie Flex) |
| 9. | „Pistolet” (z Malik Montana, Abel de Jong)   |
| 10. | „Banknoty” (z Malik Montana, Bizzey, LA$$A)  |
| 11. | „Taki jestem 2020” (z Abel de Jong)          |
| 12. | „1037KM”                                     |
| 13. | „Gwiazda”                                    |
| Utwory bonusowe |                                              |
| 14. | „Ja nie mogę kochać szmaty”                  |
| 15. | „Buja”                                       |
| 16. | „Birkin Torba”                               |

## Pozycja na liście sprzedaży
| Kraj   | Lista       | Najwyższa pozycja |
| ------ | ----------- | ----------------- |
| Polska | ZPAV – OLiS | 2                 |

## Certyfikat i sprzedaż
| Kraj          | Certyfikat      | Sprzedaż |
| ------------- | --------------- | -------- |
| Polska (ZPAV) | platynowa płyta | 30 000+  |